# Parafia św. Jana Nepomucena w Brennej-Leśnicy
Parafia św. Jana Nepomucena w Brennej-Leśnicy – parafia rzymskokatolicka znajdująca się w Brennej, w przysiółku Leśnica. Należy do dekanatu Skoczów diecezji bielsko-żywieckiej.
Obecny kościół parafialny poświęcono w 1925. Samodzielną parafię erygowano 29 stycznia 1981. W 2005 zamieszkiwało ją niespełna 750 katolików.